# Dongfanghong (Automarke von Beijing)

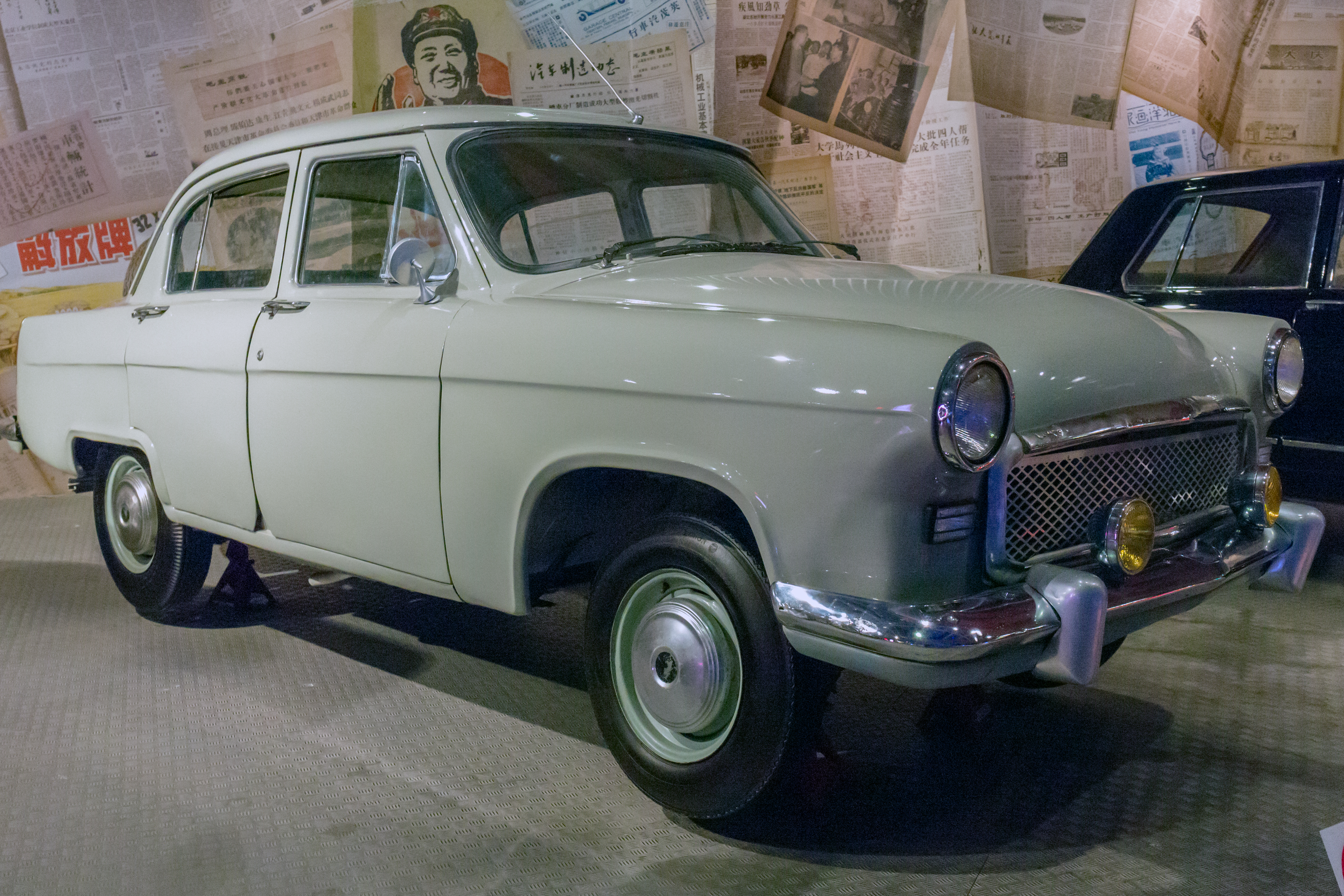
Dongfanghong BJ760 (Nachbau)

Dongfanghong war eine Automarke aus der Volksrepublik China.

## Markengeschichte
Beijing Automobile Works aus Peking verwendete diese Marke ab 1960 für Automobile. 1969 endete die Produktion. Eine Quelle gibt an, dass 238 Fahrzeuge entstanden.

## Fahrzeuge
Das einzige Modell Dongfanghong BJ760 war eine Limousine.